# نرم‌آبشش‌داران
نرم‌آبشش‌داران (Elasmobranchii) زیررده‌ای از ماهیان غضروفی هستند.
هفت جفت شکاف آبششی دارند، هر شکاف آبششی حاوی یک عدد آبشش است. سرپوش آبششی ندارند. سوراخ اسپیراکل (تمام سپرماهیان و اغلب کوسه‌ها) وکلوآک دارند. اغلب فلس پلاکوئیدی دارند و برخی فلس ندارند. نرها Clasper دارند ولی Tenaculom ندارند. همچنین کیسه شنا ندارند. دارای چین اسپیرال در انتهای روده هستند. در سپر ماهیان دهان شکمی و در کوسه‌ها دهان تحتانی است. یک جفت سوراخ بینی در زیر سر دارند.